# محمدباقر محسنی ملایری
متن مورب
محمد باقر محسنی ملایری (زاده ۱۳۲۴هجری قمری، شهر نجف - وفات ۱۴۱۶ هجری قمری تهران) مدفون در حرم فاطمه معصومه شهر قم از فقهای معاصر شیعه، پدرش ابوالقاسم از روحانیون بنام ملایر بود.
محسنی ملایری در حدود سال ۱۳۲۴ قمری در شهر نجف به دنیا آمده همراه پدرش که از شاگردان حوزه درس آخوند خراسانی بود به ایران آمد و در ملایر اقامت نمود و دروس مقدماتی و سطوح را نزد پدرش و سایر علماء مانند آمیرزا هدایت اله مشهور به آقا نجفی و استفاده نموده و برای ادامه تحصیل به مشهد سفر نمود و از محضر اساتید بزرگ مانند حسن برسی و میرزا محمد آقا زاده کفایی و حاج آقا حسین قمی و میرزا مهدی اصفهانی استفاده نمود و در خلال آن تدریس هم داشته و سپس به قم مراجعه نموده و سطوح عالی را نزد عبدالکریم حائری یزدی و  ابوالقاسم قمی و سید حسین طباطبایی بروجردی تحصیل نموده است و بعد به ملایر مراجعت نمود و به امور مردم رسیدگی می‌نموده است.  ایشان مضافاً از مراتب علمی و خدمات دینی در موضوع استخاره مشهور بود و از غالب شهرها مردم راجع به حوائج خود کتباً یا شفاهاً به وی رجوع کرده و طلب استخاره می‌نمودند.

## استادان
1. میرزا عبدالجواد ادیب نیشابوری ادیب اول: در علوم ادبی.[۳][۴]
2. اسدالله یزدی و آقا بزرگ حکیم شهیدی: در علوم عقلی.[۳][۴]
3. سیدحسین طباطبائی قمی و محمد کفایی و حسن برسی در علم فقه و اصول.[۵]
4. حسنعلی نخودکی اصفهانی در اخلاق و معنویت.[۳][۴]
5. میرزا مهدی اصفهانی: معارف.[۳][۴]
6. عبدالکریم حائری یزدی.[۴]
7. ابوالقاسم کبیر

## تألیفات
- رساله تطبیق الادیان (در ۳ جلد مطبوع)[۶]
- تقریرات و تلخیصات و مطالب استفاده شده از اساتید شان[۶]

## خدمات
1. احداث بناء حوزه علمیه باقریه ملایر به نام چهارده معصوم دارای چهارده اتاق و مدرس و کتابخانه.
2. بناء مسجد در جنب حوزه علمیه باقریه ملایر از محل موقوفات.[۷]
3. ساختمان عمارتی با کتابخانه در جنب مدرسه و مسجد مزبور برای استفاده عموم و مدرس مدرسه و امام مسجد مزبور که دائماً در آن ساختمان سکونت داشته باشد به مخارج شخصی.
4. ایجاد مؤسسات و مساجد در روستاهای ملایر از محل موقوفات.
5. کتابخانه آیت‌الله محسنی ملایری در شهر قم با مجموعه ای بالغ بر ۳۵۰۰ عنوان کتاب فارسی و عربی از این تعداد ۳۰۰۰عنوان کتاب چاپی و ۵۰۰ عنوان کتاب چاپ سنگی و ۳۳ عنوان نسخه به نسخ خطی اختصاص دارد.
6. تعمیرات مدرسه و مسجد شیخ‌الملوکی فرزند مغفور فتحعلی شاه قاجار که بانی و مؤسس مدرسه و مسجد و تکیه و شانزده باب دکان و حمام و سرای بوده و نظارات و تولیت آن.
7. احیاء موقوفات مرحوم حاج عیسی‌خان بیگدلی که در تهران نیز موقوفاتی دارد و قریب یکصد و بیست سالست وقف نموده و تولیت آن را با اعلم علماء شهر قرار داده و این خود گویای مراتب علمی ایشان است.
8. احیاء موقوفات دیگر از قبیل موقوفات حاج شیخ محمدعلی افصحی و حاج رئیس‌التجار و حاج عبداللَّه و احداث موسسات خیر در قراء و قصبات از محل موقوفات و آثار و خدمات دیگر.

## درگذشت
وی سرانجام در سال ۱۳۷۴ شمسی برابر با ۱۴۱۵ قمری و در سن ۹۲ سالگی پس از یک دوره بیماری و بر اثر سکته قلبی درگذشت و در شهر قم و مسجد بالای سر فاطمه معصومه به خاک سپرده شد.